# Engy Kheirallah
Engy Kheirallah (arabisch إنجي خير الله, DMG Inǧī Ḫair Allāh; * 5. Dezember 1981 in Alexandria) ist eine ehemalige ägyptische Squashspielerin.

## Karriere
Engy Kheirallah war von 1999 bis 2011 auf der WSA World Tour aktiv und gewann in dieser Zeit fünf Titel. Ihre beste Platzierung in der Weltrangliste erreichte sie im Juli 2010 mit Rang elf. Ihr bestes Abschneiden bei Weltmeisterschaften waren das Erreichen des Achtelfinals 2007, 2009 und 2010. Mit der ägyptischen Nationalmannschaft nahm sie 2006, 2008 und 2010 an Weltmeisterschaften teil. Beim Turnier 2006 unterlag die Mannschaft im Finale England mit 0:2, Kheirallah verlor die Auftaktpartie gegen Vicky Botwright mit 2:3. 2008 gelang der Titelgewinn mit einem 2:1-Erfolg im Finale, abermals gegen England. Kheirallah gewann dabei das entscheidende Spiel gegen Alison Waters mit 4:11, 11:9, 9:11, 11:0 und 12:10.
Bei der Weltmeisterschaft 2022 war Kheirallah als Nationaltrainerin der ägyptischen Mannschaft tätig.

## Privates
Engy Kheirallah ist seit Dezember 2007 mit dem Squashspieler Karim Darwish verheiratet. Das Paar hat einen Sohn und zwei Töchter.

## Erfolge
- Weltmeister mit der Mannschaft: 2008
- Gewonnene WSA-Titel: 5
- Afrikaspiele: 1 × Gold (Mannschaft 2003), 1 × Silber (Einzel 2003)